# Нарингін
Нарингін — глікозильований флавоноїд, (флавоїдний глікозид). Це один з основних флавоноїдів в грейпфрутах, який надає соку грейпфрута його гіркий смак. 
Нарингін, поряд із рутином і рамнозою індукують синтез α-L-рамнозидази (КФ 3.2.1.40) у Aspergillus terreus — грибка (цвіль), який широко використовується в промисловості для виробництва важливих органічних кислот.
Фермент α-L-рамнозидаза здатен модифікувати нарингін, що застосовується для усунення гіркоти в деяких соках із цитрусових. 